# Jesús Fernández González

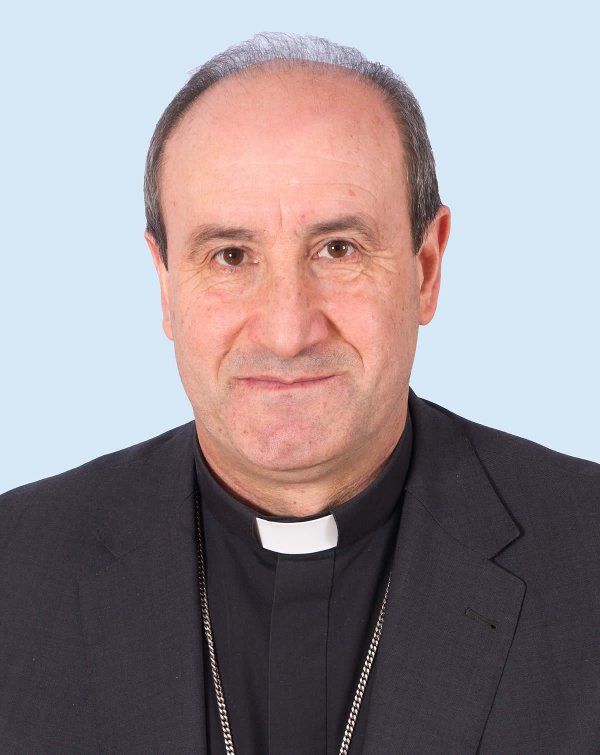
Bischof Jesús Fernández González

Wappen als Weihbischof

Jesús Fernández González (* 15. September 1955 in Selga de Ordás, Provinz León) ist ein spanischer Geistlicher und römisch-katholischer Bischof von Córdoba.

## Leben
Jesús Fernández González empfing am 29. Juni 1980 das Sakrament der Priesterweihe für das Bistum León. Nach zwei Jahren in der Pfarrseelsorge wurde er Lehrer und Rektor am Knabenseminar der Diözese. Anschließend studierte er von 1990 bis 1992 Psychologie an der Päpstlichen Universität Salamanca und erwarb das Lizenziat. Von 1997 bis 2003 lehrte er am Priesterseminar San Froilán und war gleichzeitig Pfarrer von Cuadros und Pfarradministrator von Valsemana. Im Jahr 2003 wurde er zum Bischofsvikar für die Seelsorge und den Klerus ernannt. 2010 ernannte ihn Bischof Julián López Martín zum Generalvikar des Bistums León.
Am 10. Dezember 2013 ernannte ihn Papst Franziskus zum Titularbischof von Rotdon und bestellte ihn zum Weihbischof in Santiago de Compostela. Die Bischofsweihe spendete ihm der Erzbischof von Santiago de Compostela, Julián Barrio Barrio, am 8. Februar desselben Jahres. Mitkonsekratoren waren der Apostolische Nuntius in Spanien, Erzbischof Renzo Fratini, und der Bischof von León, Julián López Martín. In der Spanischen Bischofskonferenz leitet er innerhalb der Kommission für pastorale Aufgaben die Subkommission für karitative Arbeit.
Am 8. Juni 2020 ernannte ihn Papst Franziskus zum Bischof von Astorga. Die Amtseinführung fand am 18. Juli desselben Jahres statt.
Am 27. März 2025 ernannte ihn Papst Franziskus zum Bischof von Córdoba. Die Amtseinführung fand am 24. Mai desselben Jahres statt.